# Robert Joseph Banks
Robert Joseph Banks (* 26. Februar 1928 in Boston, Massachusetts) ist ein US-amerikanischer Geistlicher und emeritierter römisch-katholischer Bischof von Green Bay.

## Leben
Robert Banks wuchs in seiner Geburtsstadt auf und besuchte hier die Cathedral High School, bevor er in das Priesterseminar eintrat. Er studierte in Rom Katholische Theologie und wurde hier in der Lateranbasilika am 20. Dezember 1952 vom späteren Kardinaldekan Luigi Traglia zum Priester geweiht.
Viele Jahre lehrte Banks Kanonisches Recht am Saint John's Seminary, dem Priesterseminar der Erzdiözese Boston, dessen Rektor er später wurde.
Papst Johannes Paul II. ernannte Banks am 26. Juni 1985 zum Titularbischof von Taraqua und zum Weihbischof in Boston. Die Bischofsweihe empfing er am 19. September 1985 von Kardinal Bernard Francis Law. Mitkonsekratoren waren die Bischöfe Daniel Anthony Cronin von Fall River und John Aloysius Marshall von Burlington.
Am 16. Oktober 1990 ernannte der Papst Robert Joseph Banks zum Bischof von Green Bay. Bischof Banks setzte sich für die geistliche Erneuerung seiner Diözese ein und förderte geistliche Berufungen und die Seelsorge an lateinamerikanischen Einwanderern. Die guten ökumenischen Kontakte seines Vorgängers Adam Joseph Maida entwickelte er intensiv weiter. In der Bischofskonferenz der Vereinigten Staaten leitete er die Bildungskommission.
Am 10. Oktober 2003 wurde Banks’ altersbedingtes Rücktrittsgesuch angenommen.